# 나의 판타스틱 데뷔작
나의 판타스틱 데뷔작(Son of Rambow)은 2008년 개봉한 코미디 영화이다.

## 줄거리
1980년대 영국, 엄격한 종교 집안의 11살 소년 윌은 영화와 TV 시청이 금지되어 있다. 학교 수업 중 다큐멘터리 상영 때문에 복도로 쫓겨난 윌은 문제아 12살 소년 리를 만나게 된다. 둘은 사고로 어항을 깨뜨리고, 리는 윌의 죽은 아버지의 시계를 받는 대가로 자신이 책임을 지겠다고 한다. 게다가 리는 아마추어 영화 경연 대회에 출품하기 위해 제작 중인 영화의 스턴트 역할을 윌에게 강요한다.
리의 집에서 윌은 리가 형의 홈비디오 장비를 이용해 영화 '람보'의 오마주를 만들려 한다는 것을 알게 된다. 형에게 들키지 않으려 숨어있던 윌은 우연히 영화를 보게 되고 영감을 받아 제작에 동참한다. 윌은 위험한 액션 장면들을 열정적으로 소화해내고, 물에 빠진 자신을 리가 구해주면서 둘은 '피로 맺어진 형제'가 된다. 리는 윌의 스케치북을 발견하고 그의 아이디어를 영화 시나리오에 반영한다. 둘은 절친이 되지만 윌은 가족과 간섭이 심해지는 교단 형제 조슈아에게 비밀을 지켜야 한다.
인기 많은 프랑스 교환학생 디디에가 윌의 스케치북을 발견하고 영화에 합류하면서 학교 전체가 제작에 참여하게 되고, 윌은 멋진 고등학생들과 어울리게 된다. 리는 자신의 통제력이 사라졌다고 느껴 불만을 품는다. 폐쇄된 발전소에서 마지막 장면을 촬영하던 중 둘의 갈등은 싸움으로 번지고 리는 뛰쳐나간다. 디디에의 부주의로 불안정한 구조물이 무너져 윌이 갇히고, 디디에를 포함한 다른 아이들은 도망친다. 리는 다시 돌아와 친구를 구하지만 부상을 입고 입원하게 된다. 형은 카메라가 망가진 것에 분노한다.
윌의 어머니는 아들의 활동을 숨기려 노력했지만, 결국 아들이 자기 자신이 되도록 허용해야 한다는 것을 깨닫고 가족은 교단을 떠난다. 영화는 마감 기한을 놓쳐 대회에 출품되지 못하지만, 리의 형은 영상에 감동을 받고, 윌의 도움으로 자신의 메시지를 담은 장면을 추가한다. 퇴원한 리는 영화관에서 상영되는 자신의 영화를 보며 윌과 화해한다.

## 캐스팅
- 빌 밀너 - Will Proudfoot
- 윌 폴터 - Lee Carter
- 닐 듀전 - Brother Joshua
- 애덤 고들리 - Brethren Leader
- 제시카 하인즈 - Mary Proudfoot
- 애나 윙 - Grandma